# Philoliche subfascia
Philoliche subfascia är en tvåvingeart som först beskrevs av Walker 1854.  Philoliche subfascia ingår i släktet Philoliche och familjen bromsar.
Artens utbredningsområde är Moçambique. Inga underarter finns listade i Catalogue of Life.